# 龍虎堂
龍虎堂，為一位於台灣斗南之齋教龍華派漢陽堂系之齋堂，主祀釋迦牟尼佛與關聖帝君，是齋教法師沈國珍於1897年（明治30年）建立，建築融合東西特色。為日治時代台灣佛教龍華會發源地。 

## 歷代沿革
- 1896年（明治29年），沈國珍（法號普協）自台中寺習得齋教龍華派法脈。
- 1897年（明治30年），龍虎堂建立，沈國珍任開山住持。主祀釋迦如來與觀音佛祖。
- 1906年（明治39年），龍虎堂於地震中損毀，同年重建，主祀增加奉祀關聖帝君。
- 1928年（昭和3年），沈國珍協助建立嘉義天龍堂（今日嘉義天龍禪寺）與虎尾龍善堂（今虎尾龍善寺）。[3]

- 大正年間，齋教龍華派開始開設勒戒班，以宗教力量助人戒除鴉片，當時龍虎堂、天龍堂與龍善堂因設有勒戒班合稱-龍華三寨。。[4]
- 沈國珍圓寂後，其長子沈金城任龍虎堂第二代住持，兩年後沈金城圓寂，其夫人林真接繼第三代主持。
- 二次大戰期間，龍虎堂被美軍炸毀，第四代住持沈相當（字東淵），法號"寬明"，主持重建，其為沈金城之弟。其曾至日本留學，學習日本佛教。沈相當於龍虎堂開設講習班，宣揚佛教教義，並致力舉行法會。
- 1962年（民國50年）龍虎堂重建落成，自龍虎堂分靈的關帝廟皆來進香慶祝。
- 2001年（民國90年），沈相當後代重新整修龍虎堂。
- 龍虎堂為全國各地信徒修養之佛堂，有對外開放參拜。[5]。

## 祭祀
- 主殿:釋迦如來、觀音菩薩、關聖帝君。匾額:妙相莊嚴，對聯:龍龍雲雨交作，虎虎鳳鳳來儀。
- 左殿:地藏王菩薩、歷代創建功勳者牌位。右殿:地藏王菩薩、各姓氏歷代九玄七祖牌位及往生者牌位。

## 台灣佛教龍華會的背景
日治時期大正九年（1920年），台灣齋教三宗龍華派、先天派與金幢教齋堂於斗南龍虎堂共組台灣佛教龍華會，以嘉義天龍堂為總本山（學習日本佛教），但最終台灣佛教龍華會仍被迫歸順日本曹洞宗門下。